# 더 피라미드 (2011년 영화)
《더 피라미드》(ПираМММида, PiraMMMida, The PyraMMMid)는 러시아(구 소련)에서 제작된 엘다르 살라바토브 감독의 2011년 범죄, 드라마 영화이다. 표도르 본다르추크 등이 주연으로 출연하였다. 줄거리는 마브로디 세르게이의 생애를 부분적으로 따르고 있다.

## 출연

### 주연
- 표도르 본다르추크
- 피요트르 피오도로프
- 엑카테리나 빌코바

### 조연
- 유리 트리로
- 이고르 야츠코